# Dendrobium gracillimum
Dendrobium gracillimum är en orkidéart som först beskrevs av Herman Montague Rucker Rupp, och fick sitt nu gällande namn av Leaney. Dendrobium gracillimum ingår i släktet Dendrobium, och familjen orkidéer. Inga underarter finns listade i Catalogue of Life.